# 10-та саперна армія
Деся́та сапе́рна а́рмія (10 СА) — об'єднання інженерних військ, армія саперів у Збройних силах СРСР під час Німецько-радянської війни у 1941–1942.

## Історія
Сформована у жовтні 1941 року в Північно-Кавказькому військовому окрузі у складі 29-ї і 30-ї саперних бригад. Будувала оборонні споруди на рубежі П'ятигорськ, Грозний, Каспійське море (Мінералводчеський і Грозненський оборонні обводи).
У березні 1942 р. розформована, її бригади передані 8-й саперній армії.

## Командування
- Командувачі:
  - старший майор держбезпеки Мальцев М. М. (листопад 1941 — березень 1942)